# وصله بنگیال
وصله بنگیال (به انگلیسی: Wasla Bangial) یک منطقهٔ مسکونی در پاکستان است که در تحصیل گجرخان واقع شده‌است. وصله بنگیال ۱۰٬۰۰۰ نفر جمعیت دارد.